# Lamellaria latens
Lamellaria latens är en snäckart som först beskrevs av Otto Friedrich Müller 1776.  Lamellaria latens ingår i släktet Lamellaria och familjen Lamellariidae. Arten har ej påträffats i Sverige. Inga underarter finns listade i Catalogue of Life.